# 이현상 (1680년)
이현상(李顯相, 1680년 ~ 1725년 1월 3일)은 조선 후기의 문신이다. 광평대군의 후손으로, 1699년 생원이 되고, 관직에 올라 1717년(숙종 43년) 경기전참봉, 이듬해 상의원직장 등을 거쳐 1721년(경종 1) 예빈시별제, 공조좌랑 등을 역임했다. 덕산현감(德山縣監)으로 나갔다가 1724년 사어가 되고 사재감주부를 거쳐 그해 당진현감에 이르렀다. 효성이 지극하여 효행정려가 세워졌다. 자(字)는 원보(元甫), 본관은 전주(全州)이다.

## 생애
광평대군의 후손으로, 할아버지는 음서로 임천군수(林川郡守)를 지내고 증 이조참판에 추증된 이영휘(李永輝)이고, 아버지는 통덕랑(通德郞)으로 증 이조참판 이택(李澤)이고, 어머니는 광주김씨(光州金氏)로 부사 김여남(金汝南)의 딸이다. 영순군 이부(永順君 李溥)의 아들 청안군 이영(淸安君 李山+榮)의 10대손이다.
부인은 경주김씨(慶州金氏)로 현감 증 이조참판 김윤호(金胤豪)의 딸이다.
1699년(숙종 25년) 증광사마시 생원(增廣司馬試 生員)에 3등으로 입격하여 생원이 되고, 1717년(숙종 43년) 경기전참봉(慶基殿參奉), 1718년(숙종 44) 12월 상의원직장(尙衣院直長)을 거쳐 1719년 청나라의 사신을 맞이하는 영접도감의 색낭청이 되었으나 병으로 직무를 수행할 수 없어 그해 2월 체직되고, 이서태(李瑞泰)로 교체되었다.
1721년(경종 1) 예빈시별제(禮賓侍別提), 공조좌랑을 거쳐 그해 5월 25일 이조의 인사 때 덕산현감(德山縣監)으로 부임하였다. 1724년(경종 4) 8월 세자익위사 사어(司禦)에 임명되었다가 경종이 죽고 영조 즉위한 직후 사재감주부에 제수되었다. 그해 11월 10일 당진현감으로 부임하였다. 그러나 12월 23일 당진현감으로 근무 중 담병(痰病)으로 근무를 수행할 수 없어 정장을 올리고 면직되었다. 그는 효성이 지극하여 효행정려가 세워졌다. 1725년 1월 3일에 사망했다.
묘소는 광평대군파 선영 유좌(酉坐)에 있다.

## 같이 보기
- 광평대군
- 영순군

## 참고자료
- 승정원일기, 사마방목